# Guillermo de Amores
Guillermo Rafael de Amores Ravelo est un footballeur uruguayen né le 19 octobre 1994. Il évolue au poste de gardien de but au CA Peñarol.

## Palmarès

### En équipe nationale
- Équipe d'Uruguay des moins de 17 ans
  - Deuxième du Championnat des moins de 17 ans de la CONMEBOL en 2011
  - Finaliste de la Coupe du monde des moins de 17 ans en 2011